# エミリオ・サンチェス
エミリオ・サンチェス・ビカリオ（Emilio Sánchez Vicario, 1965年5月29日 - ）は、スペイン・マドリード出身の元男子プロテニス選手。弟のハビエル・サンチェスと妹のアランチャ・サンチェス・ビカリオもプロテニス選手で、エミリオは4人兄弟の長男である。エミリオは1980年代後半にスペインの男子プロテニス界を代表する選手として活動し、とりわけ同じスペインのセルヒオ・カサルとのダブルスで天下無敵の強さを発揮した。自己最高ランキングはシングルス7位、ダブルス1位。
E・サンチェスはATPツアーでシングルス15勝、ダブルス50勝を挙げ、そのうち44のダブルス優勝をカサルとのコンビで獲得した。4大大会では全仏オープン男子ダブルス2勝・混合ダブルス1勝、全米オープン男子ダブルス1勝・混合ダブルス1勝を挙げた。1988年のソウル五輪でテニス競技が復活した時の、最初の男子ダブルス銀メダル獲得もある。
エミリオ・サンチェス・ビカリオはテニス一家の4人兄妹の長男として、マドリードの地に生まれた。弟のハビエルがパンプローナ、末の妹アランチャはバルセロナに生まれたため、サンチェス一家の子供たちは移転の多い幼少時代を送ったことになる。1984年に19歳でプロ入りし、直ちに男子テニス国別対抗戦・デビスカップのスペイン代表選手に選ばれた。同年の全仏オープンで4大大会にデビューし、いきなりジミー・コナーズとのシングルス4回戦で勝ち進む。1985年から、サンチェスはセルヒオ・カサルとのコンビで男子ツアーのダブルスに勝ち始める。彼は1986年にシングルス3勝・ダブルス5勝、1987年にシングルス4勝・ダブルス6勝を挙げ、一躍スペイン男子テニス界のトップ選手になった。1987年、サンチェスは全仏オープンと全米オープンで4大大会混合ダブルス年間2冠を獲得する。優勝パートナーは全仏オープンがパム・シュライバーで、全米オープンはマルチナ・ナブラチロワであった。その間に位置するウィンブルドンで、サンチェスとセルヒオ・カサルは初めて男子ダブルス決勝に進出したが、アメリカペアのケン・フラック＆ロバート・セグソ組に 6-3, 7-6, 6-7, 1-6, 4-6 で敗れて準優勝になった。サンチェスとカサルのダブルス経歴を通じて、最大のライバルがフラック＆セグソ組だった。
1988年、サンチェスは男子ツアーでシングルス1勝・ダブルス10勝を挙げ、全仏オープンと全米オープンで4大大会男子ダブルス年間2冠を獲得した。全仏オープンの直前に、パートナーのカサルが手首の手術を受けたため、ここではエクアドルのアンドレス・ゴメスとペアを組む。サンチェスとゴメスは、全仏オープン男子ダブルス決勝でジョン・フィッツジェラルド（オーストラリア）＆アンダース・ヤリード（スウェーデン）組を 6-3, 6-7, 6-4, 6-3 で破って初優勝を決めた。全米オープンでは、手首手術から復活したカサルと組んで決勝に進出したが、相手ペアのリック・リーチ＆ジム・ピュー組（ともにアメリカ）組が出場できなくなったため（リーチの病気による）不戦勝でサンチェス＆カサル組の優勝となった。ダブルスを制した全仏と全米の2大会で、サンチェスはシングルスでもベスト8に入り、両方とも準々決勝でマッツ・ビランデル（スウェーデン）に敗退した。この後、2人はプロテニス選手の参加が認められたソウル五輪にスペイン代表選手として出場する。復活金メダル第1号を目指した決勝戦で、2人は宿敵のケン・フラック＆ロバート・セグソ組に 3-6, 4-6, 7-6, 7-6, 7-9 で敗れ、スペインペアは男子ダブルス銀メダルに終わった。
1989年の全仏オープンで、末の妹アランチャ・サンチェス・ビカリオがスペイン人女子選手として最初の4大大会シングルス優勝者になった。エミリオの上述の活躍から、アランチャは「エミリオの妹」として知られるようになる。アランチャが全仏初優勝した年、エミリオはシングルス1勝・ダブルス2勝止まりで、パートナーは弟のハビエルなどと組んでいた。1990年にカサルとのコンビネーションを復活させてから、2人は再び男子ツアーの頂点に立つ。1990年全仏オープンの男子ダブルス決勝で、2人はゴラン・イワニセビッチ（当時ユーゴスラビア）＆ペトル・コルダ（当時チェコスロバキア）組を 7-5, 6-3 で退けた。サンチェスにとっては、ゴメスと組んだ1988年以来2年ぶり2度目の男子ツアーダブルス優勝となった。
サンチェスは1991年にシングルス3勝・ダブルス5勝、1992年にシングルス1勝・ダブルス4勝を記録したが、1992年1月のメディバンク国際が最後のシングルス優勝（15勝目）になった。カサルとのダブルスでは、1995年まで優勝記録を残している。彼はダブルス通算50勝のうち、44勝をカサルとのコンビで獲得した。デビスカップのスペイン代表としては、1996年まで出場を続けた。1998年に33歳で現役を引退。その後2006年から2008年まで、3年間デビスカップのスペイン代表監督を務め、2008年にスペイン・チームを4年ぶり3度目の優勝に導いた。現在はエミリオ・サンチェス・ビカリオの方が、4大大会女子シングルス4勝（全仏3勝・全米1勝）を挙げた「アランチャの兄」として知られるようになっている。

## 主な成績
- 全仏オープン　男子ダブルス：2勝（1988年・1990年）／混合ダブルス：1勝（1987年）
- 全米オープン　男子ダブルス：1勝（1988年）／混合ダブルス：1勝（1987年）
- ウィンブルドン　男子ダブルス準優勝：1987年
- オリンピック　1988年ソウル五輪・男子ダブルス銀メダル